# سي إم بي فاست
سي إم بي فاست (CMBFAST) هو شفرة حاسوب تستعمل في علم الكون الفيزيائي كتبت من خلال أوروس سيلياك و ماتياس زالداررياجا لحساب تباين الخواص لإشعاع الخلفية الكونية الميكروي. تعتبر أول برنامج يقوم بهذه الحسابات بكفائة، حيث قللت وقت حساب تباين الخواص من بضع أيام لبضع دقائق عن ضريع استعمال طريقة خط-النظر نصف-التحليلية الجديدة.